# Verein für Volkskunde
Der Verein für Volkskunde ist Rechtsträger des Österreichischen Museums für Volkskunde und Herausgeber der Österreichischen Zeitschrift für Volkskunde. Er wurde zu Jahresbeginn des Jahres 1896 in Wien gegründet.

## Geschichte
Initiatoren waren Michael Haberlandt und Wilhelm Hein. Sie arbeiteten an der Prähistorisch-Ethnograhischen Abteilung des Naturhistorischen Museums und waren mit der 1870 gegründeten Anthropologischen Gesellschaft in Wien verbunden. 1895 gründeten sie das Volkskundemuseum, dessen Träger der mit Entstehungsdatum 1. Jänner 1896 gegründete Verein für Volkskunde ist.
Der im Jahre 1899 promovierte Kunsthistoriker Friedrich „Fritz“ Minkus (1871–1939) schrieb am 13. November 1896 im Feuilleton der Wiener Zeitung unter dem Titel Museum für österreichische Volkskunde unter anderem:

„Unbeirrt von dem phrenetischen Jeremiaden-Chorus, der sich mit seinem kläglichen Refrain, in Wien sei aus dem erdenklich besten und nützlichsten Unternehmen einfach ‚nichts zu machen‘, in unserer Stadt nun schon seit manchen Jahren epidemisch verbreitet, hat die Leitung des österreichischen Volkskundevereines den Beweis erbracht, daß für ein wahrhaft lebensfähiges und lebenswürdiges Unternehmen ‚selbst‘ unser Wien den rechten Boden abgeben kann: für den Fernstehenden – in Folge der Stille, mit der die Vorarbeiten ausgeführt wurden – wie aus dem Erdboden hervorgewachsen, dem mit den rastlosen Zurüstungen nur halbwegs Vertrauten als in seiner Vollkommenheit selbstverständliche Frucht energischesten Zielbewußtseins, stellt sich das neue Museum gleich von Anbeginn an in die Reihe des werthvollsten wissenschaftlichen Besitzstandes, den Wien aufzuweisen hat.“

Obwohl eine möglichst breite Verankerung in der Bevölkerung angestrebt wurde, rekrutierte sich der Verein anfangs hauptsächlich aus Mitgliedern der Aristokratie und des Bürgertums. Deshalb brachte das Ende der österreich-ungarischen Monarchie den Verein in große Schwierigkeiten. Eine Konsolidierung der in der Zeit des Nationalsozialismus noch schwieriger gewordenen Situation glückte erst nach dem Zweiten Weltkrieg durch Leopold Schmidt, den damaligen Vereinspräsidenten und Direktor des Österreichischen Museums für Volkskunde. Unter der Präsidentschaft von Klaus Beitl konnte der Mitgliederstand erhöht werden, und der Verein erfuhr eine nationale und internationale Öffnung.

## Der Verein heute
Der Verein für Volkskunde (ZVR-Zahl 367023460) ist bis heute eng mit den Aktivitäten des Museums verbunden. Zweimonatlich wird das Nachrichtenblatt des Vereins mit dem Titel Volkskunde in Österreich an die Mitglieder versandt, zweimal im Jahr erscheint die Österreichische Zeitschrift für Volkskunde. Im Zeitraum 2022–2025 setzt sich der Vorstand wie folgt zusammen: Präsident ist Wolfgang Muchitsch, seine Stellvertreterinnen sind Sandra Konstatzky und Alexia Gerhardus. Matthias Beitl, seit 2013 auch Direktor des Österreichischen Museums für Volkskunde, ist Generalsekretär und Stefan Benesch Kassier. Weitere Vorstandsmitglieder sind Magdalena Puchberger als Generalsekretär-Stellvertreterin und Claudia Peschel-Wacha als Kassier-Stellvertreterin.

## Michael-Haberlandt-Medaille
Als höchste Auszeichnung für Verdienste für die österreichische Volkskunde vergibt der Verein die Michael-Haberlandt-Medaille, die vom Präsidenten des Vereins verliehen wird. Bisherige Geehrte sind:
- 1974: Richard Beitl
- 1975: Franz C. Lipp
- 1980: Hiltraud Ast
- 1990: Hans Grießmair
- 1998: Leopold Kretzenbacher
- 2004: Klaus Beitl